# 迪卡爾布鎮區 (阿肯色州格蘭特縣)
迪卡爾布鎮區（英語：Dekalb Township）是位於美國阿肯色州格蘭特縣的一個行政鎮區。

## 地方資料
迪卡爾布鎮區的面積為151.31平方千米，當中陸地面積為150.98平方千米，而水域面積為0.33平方千米。根據2010年美國人口普查的數據，當地共有人口742人，而人口密度為每平方千米4.9人。